# Elezioni regionali in Italia del 2019
Nel corso del 2019 si svolsero elezioni regionali in 5 regioni italiane (4 a statuto ordinario e 1 a statuto speciale).
Le elezioni si tennero in Abruzzo (domenica 10 febbraio), Sardegna (domenica 24 febbraio), Basilicata (domenica 24 marzo), Piemonte (domenica 26 maggio, in concomitanza alle elezioni europee), Umbria (domenica 27 ottobre).

## Elezioni dei presidenti di regione
| Regione                | Candidati                       | Candidati                       | Candidati                         | Candidati                                      | Presidenti uscenti | Presidenti uscenti      |
| Regione                | Centro-sinistra                 | Movimento 5 Stelle              | Centro-destra                     | Altri                                          | Presidenti uscenti | Presidenti uscenti      |
| ---------------------- | ------------------------------- | ------------------------------- | --------------------------------- | ---------------------------------------------- | ------------------ | ----------------------- |
| Regione                |                                 |                                 |                                   | Altri                                          | Presidenti uscenti | Presidenti uscenti      |
| Abruzzo (10 febbraio)  | Giovanni Legnini (Ind.) 31,28%  | Sara Marcozzi 20,20%            | Marco Marsilio (FdI) 48,03%       | Stefano Flajani (CasaPound) 0,47%              |                    | Giovanni Lolli (PD)     |
| Sardegna (24 febbraio) | Massimo Zedda (CP) 32,92%       | Francesco Desogus 11,20%        | Christian Solinas (PSd'Az) 47,78% | Altri 7,99%                                    |                    | Francesco Pigliaru (PD) |
| Basilicata (24 marzo)  | Carlo Trerotola (Ind.) 33,11%   | Antonio Mattia 20,32%           | Vito Bardi (FI) 42,20%            | Valerio Tramutoli (Basilicata Possibile) 4,37% |                    | Flavia Franconi (PD)    |
| Piemonte (26 maggio)   | Sergio Chiamparino (PD) 35,80%  | Giorgio Bertola 13,61%          | Alberto Cirio (FI) 49,86%         | Valter Boero (Il Popolo della Famiglia) 0,73%  |                    | Sergio Chiamparino (PD) |
| Umbria (27 ottobre)    | Vincenzo Bianconi (Ind.) 37,48% | Vincenzo Bianconi (Ind.) 37,48% | Donatella Tesei (LSP) 57,55%      | Altri 4,98%                                    |                    | Fabio Paparelli (PD)    |

Mappa dei partiti che esprimono i presidenti di regione dopo le elezioni del 2019
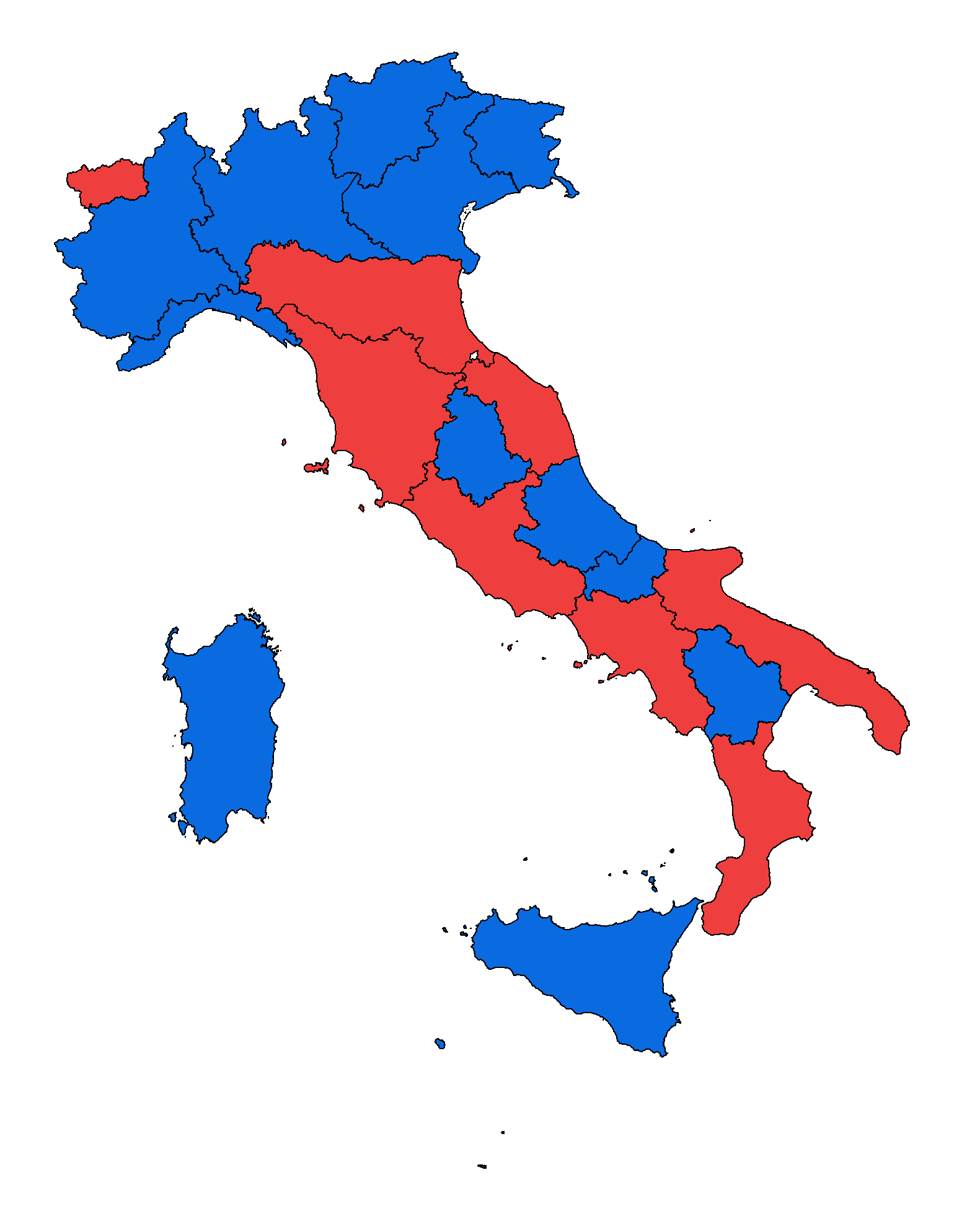
Mappa delle coalizioni vincenti dopo le elezioni del 2019

## Risultati di lista

### Complessivo per coalizione dei risultati delle liste circoscrizionali
| Aventi diritto:                 | 7.575.362 | 7.575.362 |
| Votanti:                        | 4.486.729 | 59.23%    |
| Voti ai partiti:                | 3.941.042 | 87.84%    |
| Schede nulle/bianche/contestate | 131.155   | 2.92%     |
| Coalizione o partito            | Voti      | %         |
| Centro-destra                   | 2.062.161 | 52.33%    |
| Centro-sinistra                 | 1.255.872 | 31.87%    |
| Movimento 5 Stelle              | 518.446   | 13.16%    |
| Indipendenti                    | 65.770    | 1.67%     |
| Sinistra                        | 23.983    | 0.61%     |
| Totale                          |           | 100       |

Fonte: